# 武赫莱希尔斯克市镇
武赫莱希尔斯克市级市镇（烏克蘭語：Вуглегірська міська громада），是乌克兰顿涅茨克州霍尔利夫卡区的市镇，行政中心为武赫莱希尔斯克。
该市镇的领土现被俄罗斯非法占领。

## 居民点
该市镇包括一个城市（武赫莱希尔斯克）、14个镇和一个村庄。部分镇如下：
- 布拉溫斯凱
- 亞歷山德里夫斯凱
- 奥莱尼夫卡
- 奧利霍瓦特卡
- 普里貝雷日內